# Трофобласт
Трофобла́ст (грец. τροφη — харчування, їжа та βλαστος — зародок) — зовнішній шар клітин бластоцисти, які формують початок зовнішнього шару оболонок зародка.
На стадії восьми клітин бластомери, спершу слабо з'єднані, збільшують площу зіткнення і утворюють щільну кульку без порожнини. У цей період між клітинами ссавців утворюються щілинні контакти. Зовнішні клітини кульки утворюють між собою щільні контакти і набувають інші відмінності від внутрішніх. З цих зовнішніх клітин — клітин трофобласта — пізніше формується позазародкова оболонка — хоріон, яка зростається з тканинами матки, утворюючи плаценту. Внутрішній шар трофобласта має назву цитотрофобласт, а зовнішій -синцитіотрофобласт. Під час вагітності саме завдяки наявності синцитітрофобласта робиться тест на вагітність.